# Избирателна пропускливост
Избирателната пропускливост се отнася до качеството на биологична мембрана да пропуска само определени компоненти. Това става посредством химическия характер на клетъчната фосфолипидна мембрана, която е двупластова и е обърната с фосфатния край към външността на мембраната (вътре и извън клетката), а с липидния край към вътрешността на мембраната; освен това мембраната е осеяна с мембранни протеини с различни функции, част от които транспортни.

## Видове транспорт

### Пасивен транспорт
Много елементи и вода могат да преминават свободно през някои мембрани поради малкия си размер в посока на своя градиент. Това обаче се контролира от повечето клетки посредством канали и транспортни мембранни протеини.

### Активен транспорт
Активен е транспортът, за осъществяването на който клетката трябва да изразходва енергия, най-често под формата на АТФ.

## Форми на пропускливост
Съществуват четири форми на допускане на материали във или навън от клетката.
Когато участък от мембраната се инвагинира и обгръща молекули или други интересни за клетката обекти следва:
- ендоцитоза – поглъщане на твърди тела;
- пиноцитоза – поглъщане на течности;
- екзоцитоза – секреция навън.

Контранспорт е транспортиране на един компонент в посока обратна на градиента му за сметка на транспортиране на друг компонент в посока на градиента му.